# André Regagnon
André Regagnon, né à Toulouse le 12 novembre 1902 et mort à Paris 13e le 3 juillet 1976, est un artiste peintre français.

## Biographie

### Formation
André Regagnon grandit à Saint-Girons (Ariège), où son père Eugène et son oncle Albert tiennent un commerce de draperies et de tentures . Son grand-père maternel étant un artisan encadreur, il a de nombreuses relations avec les artistes-peintres de l'époque et se dirige très jeune vers la peinture.
Ainsi, après avoir fait ses études à l'École des beaux-arts de Toulouse et à l'École des beaux-arts de Paris, son chemin croisa celui du maître saint-gironnais Joseph Bergès (1878-1956) avec lequel il perfectionna son talent.

### Parcours
Son œuvre lui valut de nombreuses récompenses, telles que la mention d'honneur au Salon des artistes français 1929, la médaille d'argent du Salon des artistes français et l'attribution d'une bourse nationale 1930 ou la médaille d'or du Salon des artistes français 1931.
Il obtint entre autres le premier Prix Rose-Eugène Bergès 1932, le Grand Prix National des Arts pour son tableau La Fête au village 1933 et fut Médaille d'argent à l'Exposition internationale 1937.
Plusieurs fois lauréat de l'Institut 1938 prix Gabriel Ferrié, prix Leguay-Lebrun 1939, il obtient également le Prix Dagnan-Bouveret et le Prix Colmon.
De 1940 à 1944, durant l'Occupation, il se partage entre sa maison d'Ercé (Ariège) et la maison familiale de Saint-Girons, puis par la suite, bien qu'habitant Paris, on le verra séjourner souvent dans le Couserans.
En 1950, il est nommé chevalier de la Légion d'honneur. Le ministre des Postes et des télécommunications lui commande en 1959 le dessin pour le timbre poste de La Marianne à la nef.
Plus tard, il obtient la grande médaille d'honneur de la peinture 1961. Il est nommé membre du jury et du comité du Salon des artistes français. Grand prix de la ville de Menton, puis en 1972, premier grand prix de l'Institut.
De 1954 à 1956, avec son épouse et grande artiste Anne Chaufour, il réalise des travaux de restauration et de création en l'église de Saint-Sauveur de Mazamet mais aussi de nombreuses peintures murales comme celle de l'église Notre-Dame-de-l'Assomption d'Ercé.
André Regagnon meurt à Paris en 1976. La ville de Saint-Girons lui rend hommage en baptisant de son nom une de ses rues.
Il est représenté, entre autres, au musée des Augustins de Toulouse, au musée du Chemin de la Liberté à Saint-Girons (Le prisonnier de guerre) et à la galerie Bay-Sala de Bilbao (Espagne).
Ses teintes grises, vertes et rouges vibrantes sont inspirées de la terre du Couserans.
Peu avant sa mort en 1976, André Regagnon a fait don à la ville de Saint-Girons d'une vingtaine de toiles (clocher de Saint-Girons, paysages, scènes de la vie du Couserans, fermiers et fermières à leurs travaux des champs, la partie de dames, les Bethmalaises, des scènes d'intérieur et quelques portraits).
Une exposition consacrée par la ville de Saint-Girons à André Regagnon a été organisée au château des vicomtes du Couserans du 17 juillet au 15 août 2010. Cette manifestation présentait également des toiles de Joseph Bergès, que Regagnon considérait comme son maître.